# Фетишизм спідньої білизни

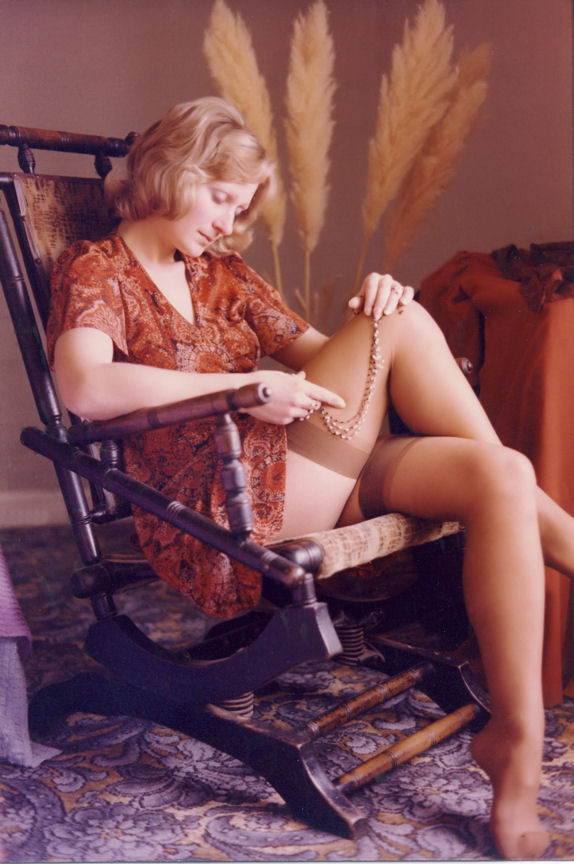
Один із видів фетишизму білизни — фетишизм панчіх.

Фетишизм спідньої білизни — сексуальний фетишизм, пов'язаний із спідньою білизною, який вказує на статеве збудження від певних типів спідньої білизни, включаючи трусики, панчохи, колготки, бюстгальтери та інші предмети. Деякі люди можуть відчувати статеве збудження від носіння, тоді як інші отримують таке збудження, коли спостерігають, торкаються або відчувають запах спідньої білизни, яку носить (чи носив) інший, або спостерігають, як хтось одягає або знімає білизну.
Фетишизм спідньої білизни не вважається парафілією, якщо він не викликає страждань або серйозних проблем для особи або тих, хто з нею пов'язаний.

## Поширеність
Щоб визначити відносну поширеність різних фетишів, італійські дослідники зібрали міжнародну вибірку з 5000 осіб із 381 дискусійної групи на тему фетишів. Відносну поширеність оцінювали на основі (а) кількості груп, присвячених певному фетишу, (б) кількості осіб, які беруть участь у групах, і (в) кількості повідомлень, якими обмінювалися. У межах вибірки (сукупності дорослих онлайн, які беруть участь у сексуальних дискусіях) 12 % вказали на сексуальне вподобання до спідньої білизни.

## Трусики

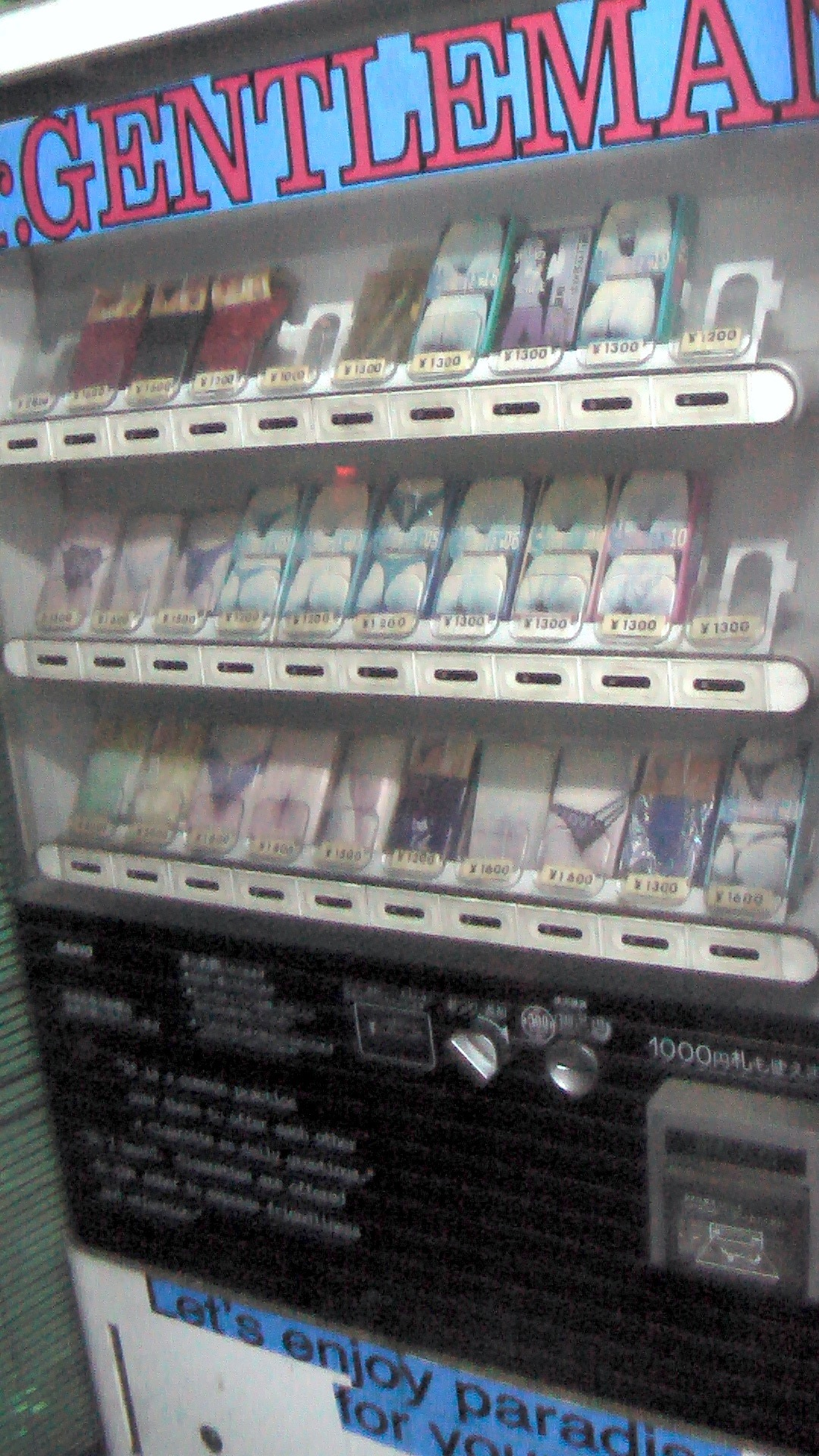
Японський торговий автомат, що продає використані трусики для Burusera

Фетишизм трусиків — фетиш, в якому еротизуються трусики (або подібні стилі спідньої білизни).
У Японії поширені типи фетишу трусиків задіюють використані трусики; ця галузь має давно сформовану фізичну присутність, відому як магазини бурушера.

## Панчохи і колготки

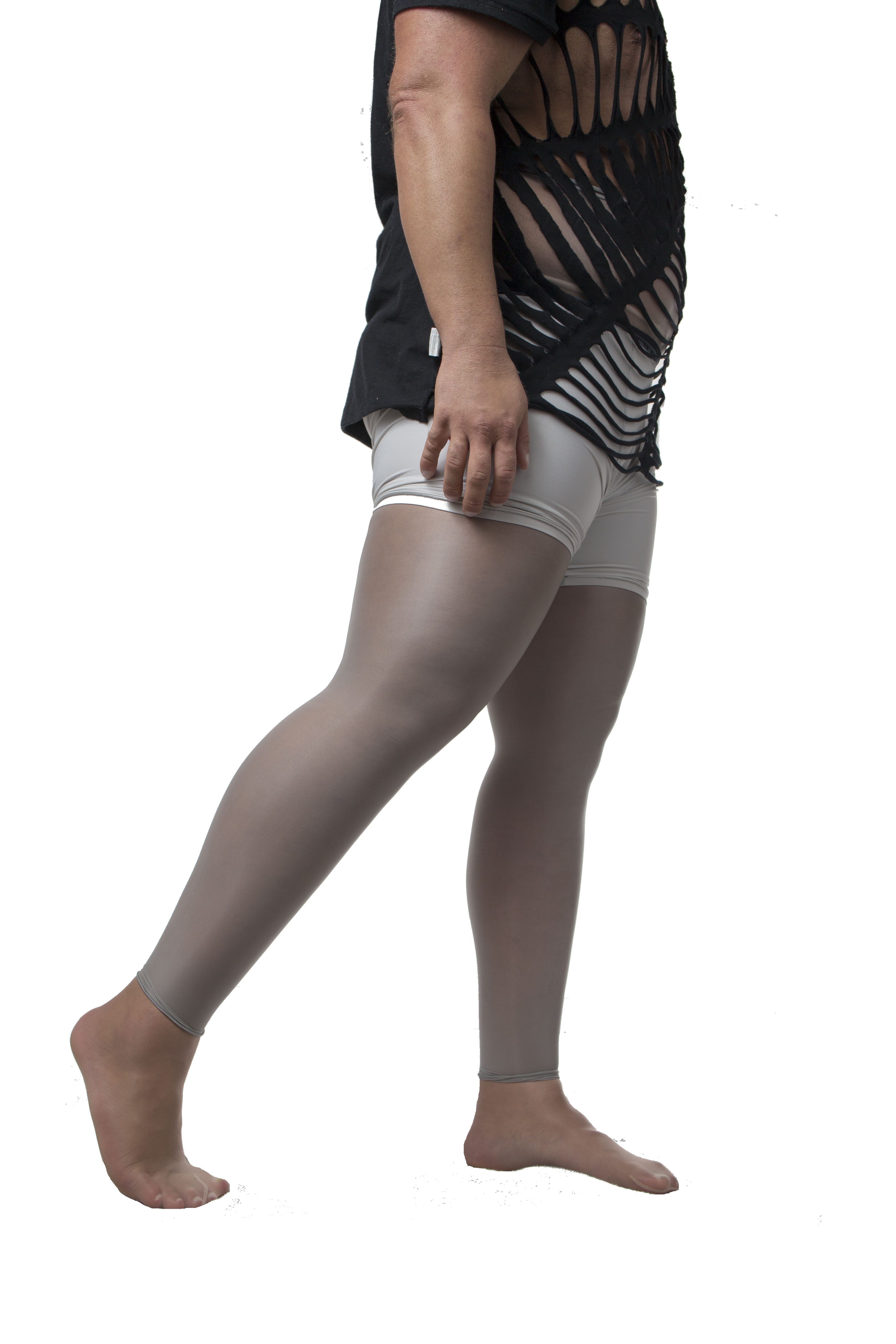
Чоловік, одягнений у голі колготки та нейлонові легінси

Деякі люди відчувають статеве збудження від жіночих панчіх і колготок.
Фетишизм панчіх може задіювати інший жіночий одяг, який сприяє посиленню фантазії. У деяких чоловіків збудження викликає колекціонування та носіння панчіх, трусиків та поясів для підтяжок. У деяких випадках це робиться з метою миттєвої сексуальної стимуляції. Інші щодня носять таку повну комбінацію під штани або під діловий костюм.
Зростання кількості покупок в Інтернеті дозволило чоловікам анонімно переглядати різноманітні пропозиції спідньої білизни, а деякі виробники та роздрібні торговці, що спеціалізуються на спідній білизні та супутньому жіночому одязі, задовольняють потреби чоловіків, які зацікавлені в придбанні та носінні цього одягу.
Таких фетишистів також можна розділити на велику кількість підкатегорій залежно від їхнього потягу до певних типів панчіх/колготок. Деякі вважають панчохи в сіточку більш збудливими порівняно з іншими формами, наприклад. Інші вподобання включають повноформатні (зі швами) панчохи, безшовні панчохи, дизайнерські панчохи, розкішні панчохи, панчохи з укріпленими п'ятою та носком (RHT), панчохи для тривалої роботи тощо.

## Шовк і атлас

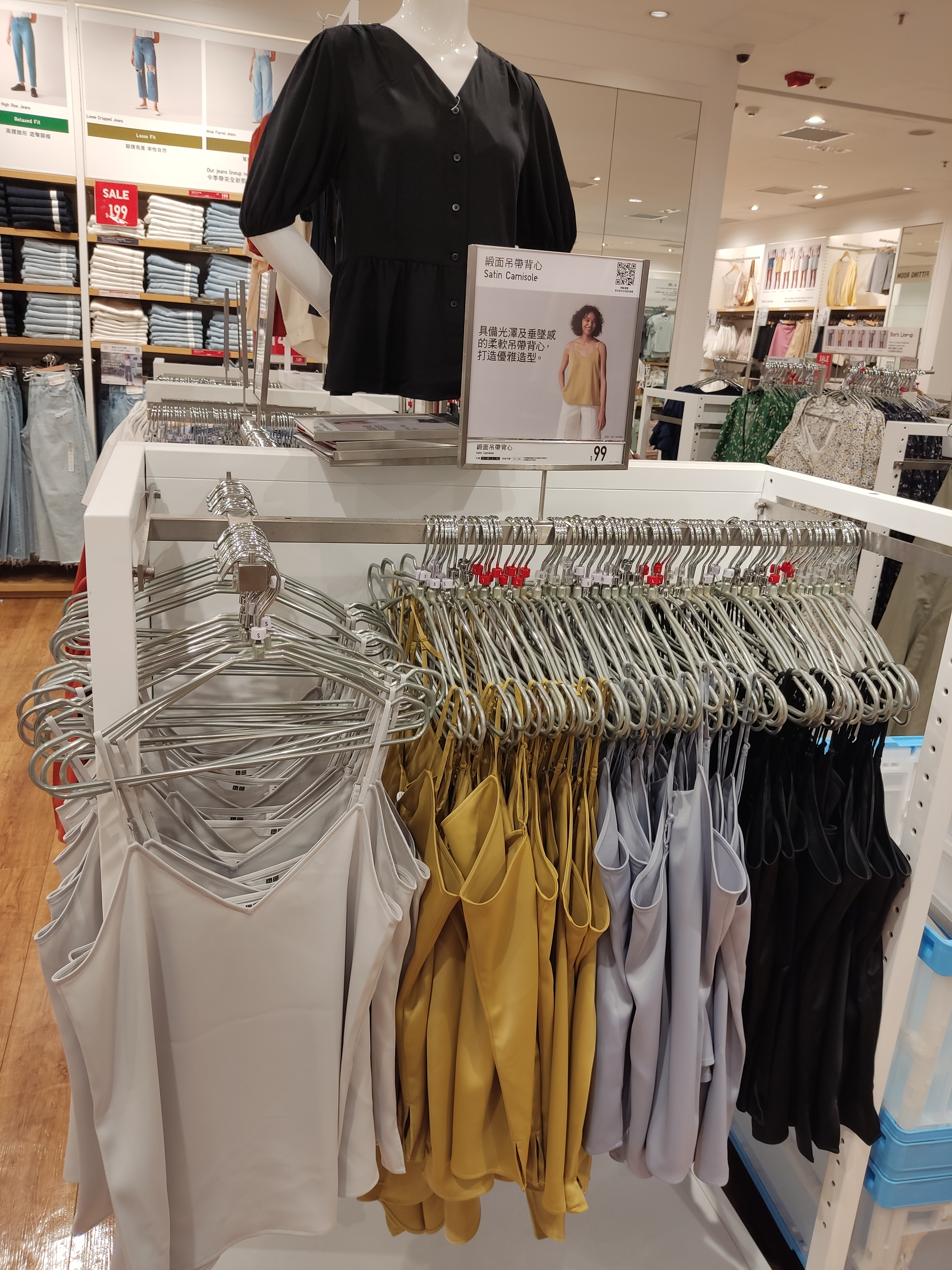
Атласні камісолі у магазині

Деякі люди відчувають сексуальне збудження від погляду чи дотику до виробів із шовкової чи атласної тканини. Такий інтерес зазвичай спрямований на людину, яка носить шовк або атлас, але він також може бути спрямований на сам одяг або на відчуття на дотик від одягу під час носіння.
Основними матеріалами, які вважаються еротичними, є шовк шармоз (шовк, витканий так, щоб він мав блиск) і атласи (наприклад, ацетатний атлас і віскозний атлас), але інші матеріали з подібними властивостями, такі як поліестер і спандекс, також викликають захоплення.

## Джоки
Фетишизм джоків — термін, який застосовується до статевого збудження від тримання в руках, носіння, спостереження за тим, як інший надягає, або нюхання джоків. Цитата про нюхання джоків: «нюхання джоків конкретно відноситься до практики вдихання запахів невипраних джоків з метою сексуальної стимуляції. Практикуючі (зазвичай чоловіки) відомі як „нюхачі джоків“ і набувають невипрані джоки або обмінюючись таким одягом з однодумцями, або витягаючи його з роздягалень, шафок або залишених без нагляду спортивних сумок».